# Stelling van Pappos

Stelling van Pappos

De stelling van Pappos is een stelling in de meetkunde. De stelling is naar Pappos van Alexandrië genoemd. 
De stelling luidt:
Liggen A1, B1 en C1 op een lijn d1 en liggen A2, B2 en C2 op een lijn d2 , dan liggen ook de volgende drie punten op een lijn:
- A: snijpunt van B1C2 en B2C1,
- B: snijpunt van A1C2 en A2C1 en
- C: snijpunt van A1B2 en A2B1

De verkregen figuur heet de configuratie van Pappos. De stelling van Pappos is een speciaal geval van de stelling van Pascal.